# 星野芳郎
星野芳郎（ほしの　よしろう、1922年1月13日 - 2007年11月8日）は、日本の技術評論家。

## 経歴
東京府生まれ。松本高等学校理科甲類を経て、1944年（昭和19年）東京工業大学電気化学科卒業。内閣技術院参技官補、海軍少尉兵学校教官、文部省科学官補を経て、1946年（昭和21年）に民主主義科学者協会の設立に参加する。
1962年（昭和37年） - 1968年（昭和43年）立命館大学経営学部教授。
1981年（昭和56年） - 1997年（平成9年）帝京大学経済学部教授。その他の時期は、主に技術評論家として技術論と現代技術史の研究に専念する。

1961年（昭和36年）に発表された代表的な著作『マイ・カー』は、日本の本格的モータリゼーション初期におけるオーナードライバー向け通俗啓蒙書であり、オーナー自らが運転する自家用自動車を指す「マイカー」my car という和製英語を一般に普及させたとされる。
著作集全8巻がある。

## 著書
- 技術論ノート 真善美社 1948
- 自然のひみつ 実業之日本社 1952 (お話博物館 5年生)
- くふう物語 実業之日本社 1953.5 (お話博物館)
- 産業革命物語 アルス 1955 (日本児童文庫)
- 現代日本技術史概説 大日本図書 1956
- 世界の発明ものがたり 大日本図書 1957 (ものがたり百科)
- 太陽のひみつ 麦書房 1958 (雨の日文庫)
- 技術革新 1958 (岩波新書)
- 技術革新の根本問題 勁草書房 1958
- マイ・カー よい車わるい車を見破る法 光文社 1961 (カッパ・ブックス)
- 日本の技術革新 勁草書房 1966 (科学論・技術論双書)
- 技術と人間 技術革新の虚像と実像 1969 (中公新書)
- 高度技術社会への抵抗 現代を斬る一つの視点 実業之日本社 1970
- なぜなぜなーに? 1-5 実業之日本社 1971-72 (幼児の疑問に答える新しい絵本)
- 反公害の論理 勁草書房 1972
- 瀬戸内海汚染 1972 (岩波新書)
- 機械文明の崩壊のなかで 人文書院 1974
- 星野芳郎著作集 全8巻 勁草書房 1977-79
- 自然と人間 瀬戸内海に生きる 岩波書店 1977.3 (岩波科学の本)
- なぜだろうなぜかしら ようちえん 実業之日本社, 1977.7
- もはや技術なし アメリカの焦燥、西欧の憂うつ、日本の混乱 光文社 1978.2 (カッパビジネス)
- エネルギー問題の混乱を正す 技術と人間 1978.10
- 未来文明の原点 勁草書房 1980.12
- 技術革新を読む目 オフコン・遺伝子・ロボット 光文社 1981.11 (カッパ・ビジネス)
- 最新科学の常識 1982.5 (岩波ジュニア新書)
- 情報化社会をどう生きるか ダイヤモンド社 1983.10
- 先端技術の根本問題 勁草書房 1986.12
- クルマ・20世紀のトップランナー 1987.6 (岩波ジュニア新書)
- 未来産業のここがわからない 要点解説・50のQ&A PHP研究所 1989.1
- 技術と政治 日中技術近代化の対照 日本評論社 1993.3
- インターネットの虚像 技術と人間 1997.5
- 日本経済の迷路を解く大予言 いま“騙し"の時代の裏にある真実を読め 青春出版社 1998.8
- 技術と文明の歴史 2000.5 (岩波ジュニア新書)
- 日米中三国史 技術と政治経済の55年史 2000.5 (文春新書)
- 自然・人間危機と共存の風景 2001.3 (講談社+α新書)
- 日本軍国主義の源流を問う 日本評論社, 2004.6
- 一本道の由来 偶然が私の六〇年の生き方を決めた 四畳半の日記(一九四三年九月二〇日～一九四四年九月二四日)抄 現代技術史研究会 2005.9 (現代技術史研究会会誌技術史研究別冊)
- 戦争と青春 「きけわだつみのこえ」の悲劇とは何か 影書房 2006.7

## 共編著
- 自然の征服 森下昭平共著 実業之日本社 1954 (お話博物館 6年生)
- 原子ばくだん物語 市場泰男共著 実業之日本社 1955 (お話博物館 6年生)
- 世界の船物語 瀬田貞二共著 実業之日本社 1955 (お話博物館 6年生)
- 原子戦争 武谷三男,林克也共著 朝日新聞社 1957 (市民のための原子力)
- 化学工業と技術革新 武谷三男,石井金之助共著 合成化学産業労働組合連合 1958
- 原子力と科学者 武谷三男共著 朝日新聞社 1958 (市民のための原子力)
- オートメーション入門 中山秀太郎共編 東洋経済新報社 1960
- 発明はそこにある 機械の発明史 岡田日出士共著 筑摩書房 1961 (新中学生全集)
- 新しい鉄鋼技術 東洋経済新報社 1961
- 物理の世界 武谷三男共著 少年少女学習百科全集 12 講談社 1963
- 日本人の生き方 鶴見俊輔共著 1966 (講談社現代新書)
- 日本の技術者 合理化と近代化の嵐に抗して 勁草書房 1969
- 公害発生源 汚染防止の有効性と限界 勁草書房 1974
- 荒廃する日本列島 経済成長のひずみ 学陽書房 1975 (日本の経済
- 戦争と技術 雄渾社 1975.8 (戦争と平和シリーズ
- 人間・労働・技術 久野収共著 1977.9 (三一新書)
- 現代技術と政治 核ミサイル・先端技術・エコロジー 武谷三男共著 技術と人間 1984.8
- 検証・コンピュートピアの現場 日本評論社 1986.12
- 「対論」技術! チャンス&クライシス 牧野昇共著 省エネルギーセンター 1989.10
- コンピュータが人間をこえるとき コンピュータと人間 人見倫郎マンガ 実教出版 1995.9 (マンガとおはなしでたどるヒューマンライフ・シリーズ)
- 阪神大震災が問う現代技術 早川和男共編 技術と人間 1996.4
- 技術と文明 星野芳郎との対話 桜井淳共著 論創社 2004.11
- おとなのための面白すぎる!「理科」の雑学 真船和夫共著 清水潔編 実業之日本社 2007.9

## 翻訳
- 発明の源泉 J.ジユークス,D.ソーヤーズ,R.スティラーマン 大谷良一,神戸鉄夫共訳 岩波書店 1968
- 巨大科学は国境を越える ヨーロッパ技術の逆襲 C.レイトン 今津健治共訳 ダイヤモンド社 1971